# Celebrity Number Six
Celebrity Number Six («Celebridad número seis», a veces abreviado C6) es el nombre que se le dio a un rostro previamente no identificado en una impresión de tela, tema de un misterio de lost media durante años. En 2020, el usuario de Reddit u/TontsaH publicó en el subreddit r/TipOfMyTongue pidiendo ayuda para identificar ocho caras representadas en un juego de cortinas que poseían. Si bien siete de ellas fueron rápidamente identificados como seis actores y modelos destacados de mediados de la década de 2000, una resultó mucho más difícil de identificar, lo que llevó a la creación de un subreddit dedicado, r/CelebrityNumberSix. 
Después de cuatro años, durante los cuales los miembros del subreddit persiguieron una serie de pistas finalmente infructuosas, en septiembre de 2024 u/StefanMorse e u/IndigoRoom pudieron rastrear la imagen hasta una fotografía de 2006 de Leandre Escorsell de la modelo española Leticia Sardá. La identificación exitosa fue uno de varios misterios de lost media resueltos en 2024, incluidos los orígenes de la canción «Ulterior Motives» y la imagen original de The Backrooms.

## Orígenes y esfuerzos infructuosos por identificar
El 27 de enero de 2020, el usuario finlandés de Reddit u/TontsaH publicó en el subreddit r/TipOfMyTongue una solicitud de ayuda para identificar un conjunto de celebridades impresas en cortinas que, según dijo, compraron en una tienda local en «tal vez ... 2008». Tenía un total de ocho caras en una impresión repetida; siete de ellas fueron rápidamente identificadas como Josh Holloway, Jessica Alba, Travis Fimmel, Ian Somerhalder, Orlando Bloom y Adriana Lima (dos veces), pero una de las caras, apodada Celebrity Number Six, no pudo ser identificada. Las fotos originales de las otras seis figuras también fueron localizadas rápidamente, todas ellas tomadas entre 2003 y 2007 – tanto Holloway como Somerhalder aparecieron en Lost, que fue popular en la misma época. Pero los usuarios tuvieron dificultades para localizar el rostro faltante o su foto de referencia; ni siquiera los usuarios se pusieron de acuerdo sobre el género, aunque parecía más probable que fuera una mujer. TontsaH pronto publicó en 15 subreddits buscando una respuesta, y se creó r/CelebrityNumberSix para continuar la búsqueda.
Los redditors abordaron el misterio desde múltiples avenidas. Algunas especulaciones importantes se centraron en posibles dobles que también fueron populares en la misma época, como Olivia Wilde de House M. D. o Taylor Kitsch de Friday Night Lights, pero no se pudieron encontrar fotografías coincidentes. Otros intentaron rastrear la fotografía directamente; un Redditor revisó todas las fotografías en Getty Images entre 1998 y 2007 que comparten un fotógrafo con una de las coincidencias conocidas. Los redditors descubrieron que la cortina provenía de los grandes almacenes finlandeses Anttila, que aparece en su catálogo de verano de 2009, y que fue suministrado por Látky Mráz en la República Checa. Sin embargo, Látky Mráz no proporcionó el nombre del diseñador. Otros intentos, según una publicación de resumen en Reddit, involucraron búsquedas inversas de imágenes, búsquedas inversas de imágenes modificadas digitalmente, publicidad de la búsqueda en otras comunidades de Internet, uso de Wayback Machine para obtener más información de los sitios web de los vendedores y uso de Pinterest para intentar generar imágenes similares.

## Identificación como Leticia Sardá
En 2024, detectives en línea resolvieron varios misterios de lost media, incluidos los orígenes de la canción «Ulterior Motives» y la imagen original de The Backrooms. En este contexto, el usuario de Reddit u/StefanMorse coloreó la imagen para que pareciera una fotografía y la pasó por PimEyes, una herramienta de reconocimiento facial. StefanMorse no utilizó ninguna inteligencia artificial en el proceso de edición, diciendo que «no ayuda en nada y sólo ralentiza la búsqueda». PimEyes arrojó múltiples resultados para Leticia Sardá, una modelo española.
Luego, otro usuario de Reddit, u/IndigoRoom, se puso en contacto con Leandre Escorsell, quien había fotografiado a Sardá para la portada de un suplemento de Tendencias de 2006 en la revista española Woman, y le preguntó si reconocía la foto. Escorsell dijo que había tomado la fotografía él mismo, al mismo tiempo que expresó su frustración porque la imagen había sido utilizada en la impresión sin su permiso. El 8 de septiembre, IndigoRoom publicó que se había encontrado a Celebrity Number Six en r/CelebrityNumberSix, mostrando una copia de la foto proporcionada por Escorsell.
Cuando IndigoRoom publicó en el servidor Discord del subreddit, varios miembros sugirieron que la imagen fue generada por IA o falsificada de alguna manera, lo que generó tensión dentro de la comunidad. Según Angela Watercutter en Wired, los detalles exactos de la disputa no estaban claros, pero implicó una controversia con los moderadores tanto de Reddit como de Discord. Sin embargo, el 9 de septiembre, Sardá confirmó que ella era la mujer de la foto, publicando una imagen de ella sosteniendo una copia de la misma. Un moderador que había estado en conflicto con IndigoRoom renunció el mismo día, mientras otros moderadores hablaron de recibir «mensajes repugnantes y amenazas». Watercutter caracterizó la disputa sobre la autenticidad y especulaciones similares sobre que «Ulterior Motives» había sido generado por IA como una muestra de que «Internet es ahora incluso más poco confiable de lo que solía ser».

### Reacción de Sardá
Sardá, nacida en 1980, abandonó el modelaje en 2009 debido a la enfermedad de su abuela y regresó a su Santa Cruz de Tenerife natal. En el momento de su identificación como Celebrity Number Six, trabajaba en hostelería. Ella le dijo a The New York Times que un hombre la había contactado para pedirle que confirmara que ella era la mujer en la foto de Celebrity Number Six, lo que inicialmente la puso nerviosa ya que no sabía de la búsqueda; ella dijo que después de que ella le preguntó quién era, «él trató de explicar, pero no me di cuenta de que iba a ser tan grande». Encontró la imagen en un antiguo portafolio de sus trabajos.
Sardá dijo a Vanity Fair que usaba Facebook para mantenerse en contacto con cuatro amigos y ocasionalmente navegaba por Instagram, pero no estaba activa en Reddit y LinkedIn, donde muchas personas la contactaban. También recibió atención local, y algunas personas en la calle se ofrecieron a administrar sus redes sociales por ella. Creó cuentas en varios sitios de redes sociales y expresó interés en hacer videos de TikTok, diciendo que si volverse viral se convertía en un problema, «siempre puedo esconderme».

### Desde Reddit
1. ↑  u/TontsaH (27 de enero de 2020). «[TOMT][MOVIE][MUSIC][TV] Who are these celebrities/movie stars in this fabric». r/TipOfMyTongue. Archivado desde el original el 12 de septiembre de 2024. Consultado el 11 de septiembre de 2024.
2. ↑  u/StefanMorse (9 de septiembre de 2024). «Hey, i'm the person that found the Leticia Sarda Lead (20m) AMA.». r/CelebrityNumberSix. Archivado desde el original el 12 de septiembre de 2024. Consultado el 11 de septiembre de 2024.
3. ↑  u/IndigoRoom (8 de septiembre de 2024). «Celebrity Number Six has been found.». r/CelebrityNumberSix. Archivado desde el original el 12 de septiembre de 2024. Consultado el 12 de septiembre de 2024.

- Datos: Q130321283